# ヴァス神群
ヴァス神群（Vasu)は、インド神話において自然現象を神格化した8柱の神々の総称である。
水（アーパス）、北極星（ドルヴァ）、月（ソーマ）、大地（ダラ）、風（アニラ）、火（アナラ）、暁（プラバーサ）、光（プラティユーシャ）の8神とされるが、諸説ある。聖仙ヴァシシュタの上を飛ぶ非礼を犯した罪を償う為、ガンガーと人間の間に生まれた子供達として転生した事も。
『ラーマーヤナ』によるとカシュヤパ仙とアディティの子供に数えられている。
『マハーバーラタ』の英雄ビーシュマはヴァスの結集によって生まれたとも、ヴァスの中のディヤウスの生まれ変わりとも言われる。